# Liste der Naturdenkmale in Argenthal
Die Liste der Naturdenkmale in Argenthal nennt die im Gemeindegebiet von Argenthal ausgewiesenen Naturdenkmale (Stand 13. Mai 2024).

## Naturdenkmale
| Nr.         | Bezeichnung                            | Lage                                                        | Beschreibung                                       | Bild                                    |
| ----------- | -------------------------------------- | ----------------------------------------------------------- | -------------------------------------------------- | --------------------------------------- |
| ND-7140-048 | Eiche (Glashütter Wiesen)              | südlich des Ortes; Abteilung Glashütter Feld Lage           | Quercus sp.                                        | Direkt Bild zu diesem Denkmal hochladen |
| ND-7140-049 | Eiche (an L 239 bei Glashütter Wiesen) | südlich des Ortes an der L 239; Flur Glashütter Wiesen Lage | Quercus sp.                                        | Direkt Bild zu diesem Denkmal hochladen |
| ND-7140-132 | Zusammenwuchs einer Eiche und Buche    | nordwestlich des Ortes; Abteilung Aufm Klopf Lage           | Quercus robur und Fagus sylvatica, um 1860 gekeimt | Direkt Bild zu diesem Denkmal hochladen |
| ND-7140-139 | Buche im Panzborner Stück              | südlich des Ortes; Abteilung Das Panzerborner Stück Lage    | Fagus sylvatica                                    | Direkt Bild zu diesem Denkmal hochladen |

## Ehemalige Naturdenkmale
| Nr. | Bezeichnung        | Lage                                                 | Beschreibung                                                        | Bild                                    |
| --- | ------------------ | ---------------------------------------------------- | ------------------------------------------------------------------- | --------------------------------------- |
|     | Zimmermannsfichten | südlich des Ortes; Abteilung Der Schwappelbruch Lage | Picea abies, zwei Bäume; Rechtsverrodnung 2001 aufgehoben           | Direkt Bild zu diesem Denkmal hochladen |
|     | Tannengarten       | südlich des Ortes am Opelweg Lage                    | Picea abies, 16 Bäume, um 1800 gekeimt; Rechtsverordnung aufgehoben | Direkt Bild zu diesem Denkmal hochladen |